# Этимад, Мир-Мехди
Мир Мехди Этимад (азерб. Mir Mehdi Etimad; 1900, Тебриз, Персия — 1981, Тегеран, Иран) — азербайджанский поэт и писатель, который является автором слов гимна Народного правительства Азербайджана.
Имея в наличии новое методическое пособие, он открыл так называемое "Этимад медресе". Он проработал здесь 15 лет, став преподавателем.
В Тебризе после образования Народного правительства Азербайджана была создана "Ассамблея поэтов", которую он возглавил. На протяжении всей жизни он работал в различных изданиях, которые выходили в Тебризе: «Азербайджан», «Ситарея-Азербайджан» и «Хавари-но», «Свободная нация», «Урмия», «Джовдат», «Федай», «Демократ», «Звезда Азербайджана» и др.
В период отсутствия Народного правительства Азербайджана он находился в заключении 2 года, после чего вышел на свободу. Его отправили в Тегеран, так как власти Азербайджана не позволили ему вернуться на родину.

## Биография
Мир Смут Мехди Этимад родился в 1900 году в Тебризе. В то время он учился в религиозной школе Моллы Юсифа. По окончании изучения арабского и персидского языков, он поступил в учебное заведение, которое называется "Усули джадид" Мирзы Абуль Касим Хана. У него было среднее образование, которое он получил в медресе "Талибия". В Тебризе он открыл новое методическое учебное заведение "Этимад", где проработал учителем 15 лет. Помимо своей основной деятельности в качестве учителя он также занимался творчеством.
Труды, написанные им в период правления Реза-шаха: «Бадр-и-Кею-ас-Сабяив», «Маназеи-Адаби», «Свадебное оформление» - были опубликованы более чем в восьмидесяти экземплярах. Также он создал работы «Алифбайи-Джадид», «Цветочный бутон», «Тохфалул-Сабяяв», «Средний рынок».
Начало нового этапа в творчестве Этимада было связано с национальными движениями, которые охватили юг Азербайджана в 1941-1946 годах. Он был одним из авторов и редактором таких изданий и газет, как "Азербайджан", "Урмия", "Джовдат", "Азад миллет", "Фадаи", "Демократ" и других..
Поэма, которую он написал, называлась "Мой Тебриз", вскоре стала популярной, и на эту поэму было написано много песен. Он написал слова гимна Народного правительства Азербайджана, Джахангир Джахангиров написал на него песню. В 1945 году в Тебризе была создана Ассамблея поэтов. Первое заседание ассамблеи состоялось в 1945 году 7 января, и председателем ассамблеи был избран Мир Мехди Этимад
Когда в 1946 году Азербайджанское национальное правительство потерпело поражение, он был арестован в Тебризе. Он провел в заключении 2 года. В то же время он был изгнан из Азербайджана и вынужден жить в Тегеране, несмотря на то, что его свобода была ограничена. Через некоторое время он уже был принят в литературную среду Тегерана, став одним из самых известных представителей персидской и турецкой литературы. Участвовал во многих собраниях поэзии, таких как «Саханд», «Фарзан» и других. В этом месте он читал своих новых авторов, а также был одним из основателей и активным участником некоторых собраний.